# Heroin (album)
Pour les articles homonymes, voir Heroin.
Albums de Z-Ro
Cocaine
(2009) Meth
(2011)
Heroin est le quatorzième album studio de Z-Ro, sorti le 15 juin 2010.
L'album s'est classé 29e au Top R&B/Hip-Hop Albums. 

## Liste des titres
| No  | Titre                                                     | Contient un (des) sample(s) de                                             | Durée |
| --- | --------------------------------------------------------- | -------------------------------------------------------------------------- | ----- |
| 1.  | Never Let It Go                                           |                                                                            | 3:59  |
| 2.  | Denzel Washington (featuring Chamillionaire et Paul Wall) |                                                                            | 4:08  |
| 3.  | Driving Me Wild                                           | O-o-h Child des Five Stairsteps Bump N' Grind (Old School Mix) de R. Kelly | 4:36  |
| 4.  | Boss (featuring Mýa)                                      |                                                                            | 3:58  |
| 5.  | Thug Nigga                                                | When a Woman's Fed Up de R. Kelly                                          | 3:41  |
| 6.  | Blast Myself                                              |                                                                            | 4:18  |
| 7.  | Do Bad On My Own                                          | Canon in D Major de Johann Pachelbel                                       | 4:06  |
| 8.  | Real or Fake (featuring Mike D)                           |                                                                            | 4:54  |
| 9.  | We Don't Speed (featuring Lil' Flip)                      |                                                                            | 4:28  |
| 10. | Gangsta Girl (featuring Billy Cook)                       |                                                                            | 5:06  |
| 11. | Eyez on Da Prize                                          |                                                                            | 4:40  |
| 12. | Come Back wit It                                          |                                                                            | 4:13  |
| 13. | Move Your Body                                            |                                                                            | 4:46  |
| 14. | Rollin' on Swangaz (featuring Chris Ward)                 | James Bond Theme de John Barry et Monty Norman                             | 4:15  |
| 15. | Let's Ride (featuring Chris Ward)                         |                                                                            | 4:36  |